# Анжвиллер
Анжвиллер (фр. Angevillers) — коммуна на северо-востоке Франции в регионе Гранд-Эст (бывший Эльзас — Шампань — Арденны — Лотарингия), департамент Мозель, округ Тьонвиль, кантон Альгранж.
Площадь коммуны — 8,71 км², население — 1262 человека (2006) с тенденцией к стабилизации: 1247 человек (2013), плотность населения — 143,2 чел/км². Ранее входила в состав Лотарингии.

## Население
Численность населения коммуны в 2008 году составляла 1271 человек, в 2012 году — 1247 человек, а в 2013-м — 1247 человек.
| 1962 | 1968 | 1975 | 1982 | 1990 | 1999 | 2006 | 2008 | 2012 | 2013 |
| ---- | ---- | ---- | ---- | ---- | ---- | ---- | ---- | ---- | ---- |
| 1598 | 1397 | 1441 | 1284 | 1175 | 1185 | 1262 | 1271 | 1247 | 1247 |

Динамика населения:

## Экономика
В 2010 году из 830 человек трудоспособного возраста (от 15 до 64 лет) 611 были экономически активными, 219 — неактивными (показатель активности 73,6 %, в 1999 году — 68,4 %). Из 611 активных трудоспособных жителей работали 555 человек (302 мужчины и 253 женщины), 56 числились безработными (29 мужчин и 27 женщин). Среди 219 трудоспособных неактивных граждан 67 были учениками либо студентами, 77 — пенсионерами, а ещё 75 — были неактивны в силу других причин.

## Достопримечательности (фотогалерея)
- Бункер Гитлера, 2011
- Приходская церковь Сен-Мишель
- Колокольня церкви Сен-Мишель
- Приходская церковь Сен-Мишель